# Финале Купа европских шампиона 1967.
Финале Купа европских шампиона 1967. је била фудбалска утакмица у којој су се састали италијански тим Интернационале и шкотски тим Селтик. Утакмица се одиграла 25. маја 1967. на Националном стадиону у Лисабону, пред око 45.000 гледалаца. Било је то прво европско финале Селтика, а треће Интеру; италијански клуб је освојио титуле првака у две од претходне три године.
Обе екипе су морале да прођу кроз четири кола да би се пласирале у финале. Селтик је лагано победио у прва два меча, док су друга два кола била неизвеснија. С друге стране, Интер је у полуфиналу морао да игра трећу поновљену утакмицу за пролаз.
Интер је постигао погодак већ након седам минута, када је Сандро Мацола реализовао пенал. Селтик је изједначио када је Томи Гемел постигао погодак у 63. минуту. Стиви Чалмерс је потом довео Селтик у вођство шест минута пре краја меча. Утакмица је завршена резултатом 2-1 за Селтик.

## Пут до финала
Резултати финалиста до финала су приказани укупно после два меча :
| - Селтик - Прво коло — Цирих 5 : 0 - Осминафинала — Нант 6 : 2 - Четвртфинале — Војводина 2 : 1 - Полуфинале — Дукла Праг 3 : 1 |  | - Интер Милано - Торпедо Москва 1 : 0 - Вашаш 4 : 1 - Реал Мадрид 3 : 0 - ЦСКА Црвена застава 2 : 2 поновљена утакмица 1 : 0 |

## Утакмица

### Детаљи
| Селтик                  | 2–1      | Интер Милано     |
| ----------------------- | -------- | ---------------- |
| Гемел 63’ · Чалмерс 84’ | Извештај | Мацола 7’ (пен.) |

| Селтик | Интер Милано |

| GK       | 1  | Рони Симпсон    |
| RB       | 2  | Џим Крејг       |
| CB       | 5  | Били Мекнил (к) |
| CB       | 6  | Џон Кларк       |
| LB       | 3  | Томи Гемел      |
| CM       | 4  | Боби Мердок     |
| CM       | 10 | Берти Олд       |
| RW       | 7  | Џими Џонстон    |
| CF       | 9  | Стиви Чалмерс   |
| CF       | 8  | Вили Валас      |
| LW       | 11 | Боби Ленокс     |
| Измене:  |    |                 |
| GK       | 12 | Џон Фелон       |
| Тренер:  |    |                 |
| Џок Стин |    |                 |

| GK           | 1  | Ђулијано Сарти     |
| SW           | 6  | Армандо Пики (к)   |
| RB           | 2  | Тарчизио Бурњич    |
| CB           | 5  | Аристиде Гуарнери  |
| LB           | 3  | Ђачинто Факети     |
| CM           | 4  | Ђанфранко Бедин    |
| CM           | 8  | Сандро Мацола      |
| CM           | 10 | Мауро Бичикли      |
| RW           | 7  | Анђело Доменгини   |
| CF           | 9  | Ренато Капелини    |
| LW           | 11 | Марио Корсо        |
| Измене:      |    |                    |
| GK           | 12 | Фердинандо Миниуси |
| Тренер:      |    |                    |
| Еленио Ерера |    |                    |

| Помоћне судије: Рудиберт Јакоби (Западна Немачка) Рудолф Ајсеман (Западна Немачка) |